# God Dethroned
A God Dethroned holland black/death metal együttes. 1991-ben alakultak Beilenben. Első nagylemezüket 1992-ben adták ki. Lemezkiadóik: Shark Records, Metal Blade Records. Blackened death metal, melodikus death metal műfajokban játszanak, korábban a "sima" death metal műfajt űzték (1991-től 1993-ig). Feloszlottak már több alkalommal is pályafutásuk alatt: először 1991-től 1993-ig működtek, aztán 1996-tól 2011-ig, végül 2014 óta újból együtt vannak.

## Tagok
- Henri Sattler - ének, gitár (1991-1993, 1996-2012, 2015-)
- Michel van der Plicht - dobok (2009-2012, 2015-)
- Mike Ferguson - gitár (2015-)
- Jeroen Pomper - basszusgitár (2015-)

## Diszkográfia
Stúdióalbumok
- The Christhunt (1992)
- The Grand Grimoire (1997)
- Bloody Blasphemy (1999)
- Ravenous (2001)
- Into the Lungs of Hell (2003)
- The Lair of the White Worm (2004)
- The Toxic Touch (2006)
- Passiondale (2009)
- Under the Sign of the Iron Cross (2010)
- The World Ablaze (2017)
- Illuminati (2020)
- The Judas Paradox (2024)